# پسرهای وحشی (ترانه)
«پسرهای وحشی» (به انگلیسی: The Wild Boys) ترانه‌ای از گروه انگلیسی دورَن دورَن و تنها قطعهٔ استودیویی موجود در آلبوم زندهٔ سال ۱۹۸۴ آن‌ها با نام Arena است. «پسرهای وحشی» ۱۲اُمین تک‌آهنگ دورَن دورَن در تمام دوران فعالیت‌شان است. این قطعه که یکی از موفق‌ترین آثار دورَن دورَن است در زمان انتشارش در ایالات متحده و بریتانیا دومین ترانهٔ پرفروش روز شد و در کشورهای آلمان، ایتالیا و جدول CHUM کانادا پرفروش‌ترین ترانه شد.
ایدهٔ اولیهٔ ساخت ترانه را راسل مالکای-کارگردان ویدئوهای گروه-به اعضای دورَن دورَن داد. او که قصد داشت فیلمی بر اساس رمان سورئال/جنسی «پسرهای وحشی: کتاب مرده» (۱۹۷۱) بسازد به اعضای گروه پیشنهاد کرد که یک ساوندترَک مدرن برای فیلمش بسازند؛ همان‌کاری که در سال ۱۹۸۶ گروه کوئین برای دیگر فیلم او با نام Highlander انجام دادند. پس از آن سایمون لوبن با الهام از سرفصل‌های کتاب، سرودن شعر ترانه را آغاز کرد و دیگر اعضای گروه نیز تم اصلی آهنگ را بر مبنای سرودهٔ لوبن ساختند.
موزیک ویدئوی «پسرهای وحشی» که توسط مالکای کارگردانی شد در بریت اواردز سال ۱۹۸۵ جایزهٔ بهترین ویدئوی بریتانیا را به‌خود اختصاص داد.